# Bohumil Ryšánek
Bohumil Ryšánek (30. července 1861 Tursko – 26. června 1921 Praha) byl český podnikatel a politik, za Rakouska-Uherska na počátku 20. století poslanec Říšské rady.

## Biografie
Profesí byl majitelem mlýna v Kamýku. Spoluzakládal pražskou Plodinovou burzu. V roce 1904 prodal parní mlýn v Kamýku Emanuelu Dvořákovi a koupil od něj dům čp. 1068 v tehdejší Mikulášské třídě v Praze, na jehož místě si nechal vystavět novogotický bytový dům U svatého Jiří. Měl titul komerčního rady. Byl aktivní i politicky. Patřil k mladočeské straně.
Na počátku století se zapojil i do celostátní politiky. V doplňovacích volbách roku 1905 získal mandát na Říšské radě za kurii obchodních a živnostenských komor, obvod Praha. Nastoupil poté, co zemřel poslanec Václav Sehnal. Poslanecký slib složil 15. února 1905. K roku 1907 se profesně uvádí jako velkoobchodník. V květnu 1906 se uvádí jako jeden z 36 členů poslaneckého Klubu českých poslanců (Klub der böhmischen Abgeordneten) na Říšské radě.
S manželkou Marií (1862–1936), rozenou Procházkovou, měl čtyři děti. Dcera Marie (1884–1966) se provdala za právníka a hudebního kritika Otakara Hoppeho (1883–1939).
Zemřel v červnu 1921 ve věku 60 let a pohřben byl v rodinné hrobce v Noutonicích.